# Gay Lib
GayLib è un'associazione LGBT italiana, nata nel 1997 a Milano, che raggruppa gay liberali. 
GayLib è un’associazione politico-culturale di ispirazione liberaldemocratica e di centrodestra per il riconoscimento e la tutela dei diritti civili delle persone gay, lesbiche e trans e delle coppie omoaffettive. 
L'idea alla base della nascita movimento era quella di sensibilizzare i partiti di centrodestra sulle tematiche dei diritti civili degli omosessuali. 
GayLib è stata l'associazione promotrice dell'Oscad (Osservatorio contro gli atti discriminatori), proposta al Capo della Polizia e al Comandante generale dell’Arma dei Carabinieri e istituita nel giugno del 2010. L'associazione è impegnata da tempo nella formalizzazione di un testo di legge che sanzioni con chiarezza l’aggravante nei reati di omicidio, violenza, molestia e incitamento all’odio che manifestino un palese sfondo omotransfobico (legge antiomofobia o estensione della legge Mancino). 

## Obiettivo dell'associazione
L'organizzazione dichiara di operare nel campo della politica e della cultura delle persone LGBTI 
1. Contribuire fattivamente alla rinascita di una comunità LGBTI realmente trasversale e transpartitica, capace di fare rete ed essere autenticamente solidale in particolare con i bisogni e le necessità, nelle varie fasi della vita, delle persone LGBTI.
2. Creare un dibattito culturale e politico aperto e senza pregiudizi (anche verso posizioni che potessero essere fortemente minoritarie) sui grandi temi dell’attualità: genitorialità gay, gestazione per altri, riordino generale delle adozioni di minori, valore culturale e diffusione anche didattica nelle scuole dei valori base di una normativa antiomotransfobia educativa e preventiva prima ancora che punitiva.
3. Dare vita a una rete solidale tra persone e gruppi LGBTI dall’unione dei quali possano nascere: case rifugio per i giovani LGBTI vittime di discriminazione e violenze in famiglia, case di riposo per anziani LGBTI, creazione di un network nel mondo del lavoro fondato sui valori del diversity management.

## Programma e carta dei valori
La Carta dei Valori dell'associazione contiene punti caratterizzanti riassumibili in: 
- MIGRANTI E RIFUGIATI: GayLib si propone come ente dialogante con le istituzioni italiane e internazionali nell'attività diplomatica di aiuto a rifugiati politici e migranti perseguitati nei loro paesi in ragione del loro orientamento sessuale/affettivo/identità di genere.
- LAICITÀ:  GayLib è una associazione che si ispira a una concezione laica dello Stato, in ossequio al dettato costituzionale.
- LEGGE ANTI OMOTRANSFOBIA:  GayLib è a favore di una legge contro l'omotransfobia e per questa ragione ha promosso numerosi appelli pubblici[3].
- MATRIMONIO: GayLib è da sempre favorevole alla introduzione nel diritto di famiglia italiano del riconoscimento della coppia omoaffettiva come famiglia attraverso l’approvazione di una legge costituzionale che riconosca il matrimonio egualitario e di conseguenza la parificazione totale dei diritti e dei doveri tra coppie etero e gay in ottemperanza al principio costituzionale di uguaglianza e non discriminazione di fronte alla legge.
- AFFIDO:  L'associazione lotta al fianco dei genitori omosessuali per il riconoscimento del giusto diritto di ogni genitore all’affido dei propri figli (vedi legge su affido condiviso). Affinché l’orientamento sessuale di uno dei due genitori non sia considerato – in maniera più o meno velata – ragione o concausa di allontanamento dai propri figli naturali e legittimi.
- ADOZIONE INTERNA ALLA COPPIA:  GayLib è sostenitrice delle famiglie omogenitoriali, cosiddette “famiglie arcobaleno”, nella battaglia per il riconoscimento legale e l’adozione da parte del convivente – laddove ve ne siano le condizioni valutate, come prevede la Legge, dal Tribunale dei minori - di figli nati da uno dei due partner (stepchild adoption).
- ADOZIONI: GayLib è per una maggior sensibilizzazione del magistrato affinché, a seconda dei casi, vi sia la possibilità per le coppie omoaffettive unite civilmente (o sposate) di inoltrare richiesta di adozione nazionale e internazionale.
- GESTAZIONE PER ALTRI: Anche se tra gli iscritti esistono posizioni differenti, l'associazione non ha mai dichiaratamente sostenuto leggi a favore della "Gestazione per altri".